# سیارک ۱۷۹۰۷
سیارک ۱۷۹۰۷ (به انگلیسی: 17907 Danielgude، نامگذاری:1999FQ33) هفده هزار و نهصد و هفتمین سیارک کشف شده‌است که در ۱۹ مارس ۱۹۹۹ کشف شد.
قدر مطلق سیارک برابر ۱۵.۵ است.